# Fontaine Bethesda
Pour les articles homonymes, voir Bethesda.

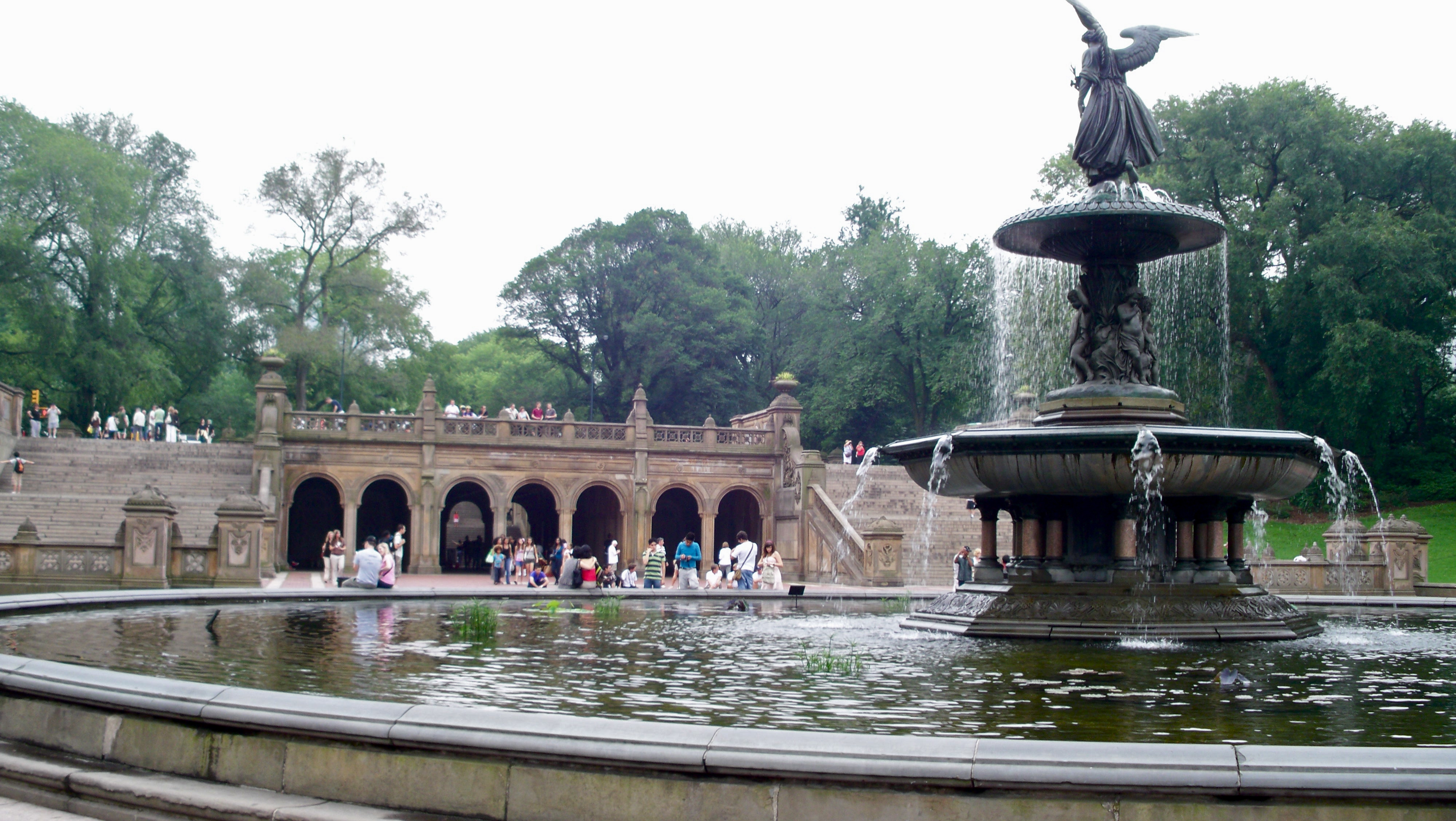
La fontaine Bethesda.

La fontaine Bethesda (en anglais, Bethesda Fountain) se situe au centre de la Bethesda Terrace dans Central Park, à New York. La sculpture de la fontaine a été dessinée par Emma Stebbins en 1868 et inaugurée en 1873. Stebbins était la première femme à préparer un projet artistique pour la ville de New York. Les quatre chérubins représentent les vertus : la tempérance, la pureté, la prospérité et la paix. Ils font référence à un passage de l'Évangile selon saint Jean, au chapitre 5, verset 4, qui explique que le premier malade ou infirme, qui plongeait dans la piscine de Bethesda à Jérusalem lorsqu'un ange venait en agiter l'eau, était miraculeusement guéri. Or un paralytique, qui n'arrivait jamais à plonger le premier dans ces moments-là, fut guéri à cet endroit par Jésus.